# Politique religieuse de la république populaire de Chine
Cet article traite des aspects propres à la république populaire de Chine, pour les religions dans la civilisation chinoise, voir religion en Chine.
Entre 1949 et 1978, la politique religieuse en république populaire de Chine est faite de va-et-vient entre l'acceptation méfiante assortie de restrictions et la franche répression. La relative libéralisation qui se poursuit depuis la fin des années 1970 est en partie soutenue du côté des autorités par la prise de conscience de l'utilité des religions sur les plans économique et diplomatique [réf. nécessaire]. Tous les observateurs ne sont cependant pas d'accord sur le fait qu'il y ait un véritable assouplissement du gouvernement chinois vis-à-vis des pratiques religieuses.

## Historique

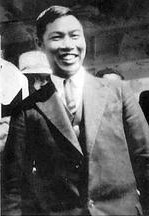
L'évangéliste chinois Watchman Nee, arrêté en 1952, est décédé en 1972 dans un camp de travail.

Lors de son avènement, la république populaire de Chine avait déclaré qu’elle garantirait la liberté de pratique religieuse de ses citoyens, malgré l’athéisme communiste. La réalité semble différente. Les missionnaires étrangers (5 000 environ) furent expulsés dès les premières années du régime communiste. Les églises sont fermées et la majorité des prêtres chinois sont emprisonnés. Ainsi Watchman Nee est arrêté en 1952 et décède dans un camp de travail lors de la révolution culturelle en 1972. De même les prêtres taoïstes sont poursuivis et doivent se cacher. Certains sont aussi internés dans des camps de travail.
Jusqu’en 1957, les restrictions restèrent modérées, mais la pratique religieuse fut souvent entravée par la dénonciation du comportement jugé réactionnaire des chefs religieux, assortie éventuellement d’arrestations, ainsi que la réquisition des lieux de culte pour des usages d’intérêt public. Les activités religieuses furent strictement limitées aux lieux de culte, ce qui entraîna la fermeture des écoles confessionnelles[réf. nécessaire].
Les croyants furent appelés par le gouvernement à former des associations, pour les cinq religions reconnues :
- Mouvement patriotique protestant triplement autonome de Chine (1951),
- Association bouddhiste de Chine (1953),
- Association islamique de Chine (1953),
- Association taoïste de Chine (1957),
- Association patriotique catholique de Chine (1957).

Ces associations étaient destinées à promouvoir une forme de religion compatible avec les idéaux du Parti communiste chinois (PCC), et devaient rester indépendantes des organismes religieux étrangers ou transnationaux (ce qu’exprime le nom de la première fondée) : autonomie de l’administration, du contrôle idéologique, du financement. Cette exigence posa des problèmes doctrinaux importants aux catholiques, qui mirent six ans à emboîter le pas aux protestants.[réf. nécessaire].
Les historiens interprètent la campagne des Cent Fleurs destinée à encourager une certaine liberté de pensée (« Que cent fleurs s’épanouissent, que cent écoles rivalisent ») comme un moyen pour le régime de mieux identifier ceux qu'elle allait bientôt sévèrement réprimer[réf. nécessaire].
La Révolution culturelle de 1966 marqua le début d'une période noire pour les religions en Chine et les cinq mille ans de culture chinoise : destructions de lieux de culte, arrestation ou déportation de nombreux croyants et membres des clergés, assassinat, mépris des valeurs culturelles traditionnelles et destructions systématiques de celle-ci. 
L’entrée de la République populaire à l’ONU entraîna une baisse des persécutions et une relative ouverture. On accorda ainsi des autorisations exceptionnelles de services religieux [réf. nécessaire].
En 1978, la liberté de croyance est inscrite dans la Constitution (art. 36) , mais n'est appliquée qu'aux organisations religieuses officielles. Toutefois, cette période d'ouverture économique apporte un climat plus détendu sur la question des religions. Des représentants des religions furent invités à la CCPPC de cette même année. Les membres de groupes religieux arrêtés au moment de la Révolution culturelle furent libérés. Cinq religions furent reconnues et déclarées officielles : le bouddhisme, le taoïsme, l'islam, le protestantisme et le catholicisme. L’Académie chinoise des sciences sociales ouvrit pour chacune une section d’enseignement et de recherche. Cette académie est toujours responsable de la supervision des recherches entreprises en Chine populaire sur les religions, et publie de nombreux articles à ce sujet. Mais il s'agit uniquement des "religions officielles" reconnues par le PCC et contrôlées par celui-ci. Toute forme de liberté de culte est exclue en dehors de ces termes.
Durant les années 1980, des établissements de formation de clergé furent ouverts et les échanges religieux internationaux reprirent. Le hadj individuel redevint légal en 1981. Les pèlerinages catholiques à l’étranger recommencèrent en 2004, mais seulement sous le contrôle étroit du PCC.
La libéralisation religieuse reste très relative. Les pratiques sont toujours encadrées par les associations patriotiques, et à un plus haut niveau par les organisations de Front uni du parti communiste chinois, en particulier la Conférence consultative politique du peuple chinois (CCPPC) ainsi que le Bureau des Affaires religieuses. Et tout culte existant en dehors du contrôle du PCC est déclaré illégal. Dans les zones où le gouvernement central détient réellement le contrôle, les jours et heures d’ouverture des lieux de culte doivent faire l’objet d’une autorisation expresse et sont limités (les 1er et 15 de chaque mois lunaire pour les temples bouddhistes, heures de musée avec fermeture hebdomadaire pour le Baiyunguan, le grand temple taoïste de Pékin, etc.). Parfois l'accès public est restreint. Ainsi, le temple taoïste Longhushan est ouvert (à certains moments) exclusivement aux fidèles de Taïwan, Hong Kong, Macao, Singapour [réf. nécessaire].
Il ne fait guère de doute que la libéralisation religieuse est liée au désir d’accroître le tourisme et les investissements, et de fournir une voie diplomatique parallèle avec certaines régions comme Taïwan, avec qui la RPC encourage tous les types d’interactions culturelles. 
[réf. nécessaire]Les statistiques de 1997 reproduites à l’initiative du Bureau d'information du Conseil d'État dans China Daily donnent les informations suivantes : 
- bouddhisme : 13 000 temples dont 1600 pali - 200 000 religieux dont 12 000 lamas (hommes et femmes)
- taoïsme : 1 500 temples - 25 000 prêtres et religieuses
- islam : 30 000 mosquées - 18 millions de pratiquants - 40 000 imams
- catholicisme : 4 600 églises et lieux de réunions - 4 millions de pratiquants - 4 000 membres du clergé
- protestantisme : 12 000 temples 25 000 lieux de réunion - 10 millions de pratiquants - 18 000 membres du clergé
- Toutes religions confondues, on compte 74 établissements de formation du clergé.

En juillet 1999, une période violente que certains comparent avec celle de la Révolution culturelle commence avec la persécution des pratiquants de Falun Gong.
En avril 2001, le PCC lance la campagne "Frapper Fort" qui vise le renforcement de la persécution des groupes religieux non officiels. (bouddhistes tibétains, catholiques reconnaissant le pape, protestants, musulmans - ouïghours principalement - et les pratiquants de Falun gong).
Les intérêts économiques entre les démocraties occidentales et la Chine ont conduit à un certain mutisme des premières au sujet de ce que certains qualifient de violation des droits de l'homme à grande échelle [réf. nécessaire].

## Attitude de la république populaire de Chine vis-à-vis des différentes religions

### Taoïsmeet religion populaire
Les ennuis du taoïsme avec les autorités commencèrent bien avant l'avènement de la république populaire de Chine. À partir des Ming, son image s’est graduellement dégradée auprès des intellectuels et hauts fonctionnaires du fait de son lien avec la religion populaire. Le fait que les écoles taoïstes furent de tout temps des structures idéales pour le développement des mouvements d'opposition ne joua pas non plus en sa faveur. Liang Qichao (1873-1929), avocat du renouveau social de la Chine, écrivit même qu'il était « humiliant » d'avoir à inclure le taoïsme dans l'histoire religieuse chinoise, « car le pays n'en a jamais tiré aucun avantage » [réf. nécessaire].
Au XXe siècle, le "mouvement du 4 mai" (1919) déclencha une accentuation de la répression. En 1920 une loi, bien que peu appliquée, interdit les temples dédiés aux divinités des éléments et des phénomènes naturels, ainsi que l'usage des talismans et autres protections magiques. Seuls les temples dédiés à des personnages illustres et exemplaires furent autorisés [réf. nécessaire].
Les moines du mont Wudang recueillirent la troisième armée rouge et beaucoup de taoïstes firent preuve de patriotisme pendant l’invasion japonaise, mais ils ne furent pas épargnés par les communistes. Le monastère principal de l’école Zhengyi sur le mont Longhu au Jiangxi fut incendié en 1948, et son patriarche se réfugia à Taïwan en 1950. La politique générale vis-à-vis des religions s’appliqua à partir de 1949 au taoïsme et à la religion populaire : pas d’interdiction totale, mais interdiction des ordinations et répression de toutes les activités qualifiées de superstitieuses (talismans, divinations…) et anti-marxistes (écoles hiérarchisées, temples et fêtes de clan…), réquisition de lieux de culte. Certaines sectes furent déclarées illégales et passèrent dans la clandestinité. Parfois tentés de recourir à des voies illégales pour recueillir des fonds, certains de leurs membres se virent associés à des scandales, ce qui n'arrangea rien. Durant la Révolution culturelle, l'association taoïste fut dissoute, tous les moines et nonnes furent renvoyés et souvent affectés au travail manuel. Non seulement les lieux de culte, mais les habitations furent fouillées pour en extirper tout ce qui était religieux ; des tablettes ancestrales furent utilisées comme ardoises dans les écoles[réf. nécessaire].
C’est en 1979 sous Deng Xiao-ping que reprit une certaine activité taoïste. L'association fut reconstituée en 1980. Le Baiyun Guan (monastère des Nuages blancs) de Pékin, temple principal de l’école Quanzhen, rouvrit dès 1984, mais autant comme lieu touristique que religieux. En trois ans, 21 temples de cette école furent rouverts. Les temples, moines ou maîtres taoïstes doivent obtenir une autorisation formelle, nécessaire également pour les cérémonies publiques. Le premier centre de formation théologique ouvrit en 1984 au Baiyun Guan de Pékin, et les ordinations Quanzhen reprirent en 1989. En plus mauvais termes avec le gouvernement communiste, Zhenyi dut attendre 1992 pour voir les siennes reconnues et son monastère principal (Longhu) s’ouvrir, tout d’abord aux chinois d’outre-mer des régions comme Taïwan où cette école est mieux implantée. C'est également de Taiwan qu'était venue en 1992 au temple de Louguantai, près de Xi'an, une délégation de 160 taoïstes, première rencontre entre les clergés des "deux Chine" et entre Quanzhen et Zhengyi. En 1994, on comptait environ 450 grands temples et monastères rouverts et restaurés, en partie avec des fonds donnés par les taoïstes d’outre-mer. Les moins grands fonctionnent il est vrai souvent plus comme des lieux touristiques où les moines ou nonnes accueillent les visiteurs que comme des centres d’étude et de pratique religieuse[réf. nécessaire]. 
Vers la fin des années 1980 furent aussi officiellement autorisées les grandes cérémonies de village ou de clan, à condition d’obtenir un permis et de ne pas accepter d’observateurs étrangers sans autorisation expresse (une liste de règles précises fut publiée en 1992). L’attitude du gouvernement vis-à-vis de ces célébrations et des grandes fêtes traditionnelles est ambiguë. La politique est d’en promouvoir l’aspect d’expression ethnique et d’exaltation culturelle tout en s’efforçant d’en atténuer l’aspect religieux. Les cadres du parti sont encouragés à y assister pour maintenir de bonnes relations avec la population[réf. nécessaire].
La pratique de la religion populaire a repris, en particulier dans les zones rurales, même et surtout les pratiques « superstitieuses » et les associations de clans (structures autant sociales que religieuses) groupées autour d’une salle de culte ou d’un temple ancestral. Le gouvernement n’a pas encore pris de mesures trop restrictives, misant sur des campagnes éducatives et l’allongement de la scolarité pour réaliser son idéal d’athéisme dans les milieux populaires[réf. nécessaire].
Les cérémonies et fêtes ont également pour les autorités une valeur touristique et diplomatique (relations avec les territoires spéciaux de Hong Kong, Macao et Taïwan, et les Chinois d’outre-mer)[réf. nécessaire].

### Islam
Le nombre de musulmans en RPC est estimé à plus de 50 millions (la grande majorité sunnite de rite hanéfite), . L'islam est une des cinq religions reconnues par la RPC. Il est géré par l'Association islamique de Chine, une association étatique. L'État communiste a d'abord lutté contre toutes les religions pendant les années 1950, puis les a interdites pendant la Révolution culturelle (1966-1976) avant de graduellement laisser plus de liberté avec l'arrivée de Deng Xiaoping au pouvoir.
Une grande partie de la population musulmane de Chine est située au Xinjiang (Ouïghours, Kazakhs, Kirghizes, Tatars, Dongxiang, …). Ces musulmans ne sont pas Hans mais d'origine turque. La région bénéficie d'un statut d'autonomie depuis 1955. L'envoi de Hans dans cette région par le pouvoir central a engendré un ressentiment parmi les populations musulmanes du Xinjiang.
Conscient de l'importance stratégique (frontière avec la Russie, pétrole et gaz, image vis-à-vis des pays à majorité musulmane, site nucléaire) du Xinjiang, le gouvernement chinois laisse une plus grande liberté à la pratique de l'islam (éducation religieuse encadrée, pèlerinage à La Mecque, construction de mosquées, etc) tant que cela passe par l'AIC mais intervient lourdement quand cette pratique est couplée avec les revendications identitaires ou indépendantistes de Ouïghours ou avec des mouvements islamistes armés.
Dans son rapport pour 2008, l'organisation américaine Human Rights Watch critique le contrôle de l'État sur la pratique religieuse et politique des Ouïghours, elle dénonce aussi l'utilisation d'événements isolés pour assimiler les critiques formulées par certains Ouïghours à des mouvements terroristes ou séparatistes. Le département d'État des États-Unis a aussi critiqué la repression contre la pratique religieuse au Xinjiang. La  campagne Frapper fort contre l’extrémisme violent a commencé en 2014. En 2018, le nombre des détenus musulmans dans les camps de rééducation du Xinjiang est estimé à un million par Amnesty International et par l'Organisation des Nations unies.
Une autre partie des musulmans de RPC sont les Huis, des Hans islamisés. Les Huis sont implantés sur tout le territoire de la RPC et principalement dans le Nord-Ouest du pays, mais aussi sur la côte, dans le Henan et le Yunnan). Historiquement, les Huis se sont battus pour le gouvernement communiste et ce dernier leur a offert certains avantages : création d'une région autonome en 1958.

### Christianisme
Les Églises chrétiennes en république populaire de Chine sont divisées entre les Églises officielles reconnues sous la direction du Parti communiste chinois et les membres des Églises du silence clandestines qui refusent la tutelle communiste.
Selon l'ONG internationale chrétienne Portes Ouvertes, destinée au soutien des chrétiens, il existe deux raisons principales aux « persécutions » en république populaire de Chine. D'une part la peur d'une Église trop puissante avec l'émergence d'un leader charismatique. Et d'autre part, l'intrusion dans la sphère politique des Églises qui viendraient concurrencer le Parti communiste chinois.  
La population chrétienne dans la région autonome du Tibet est des plus réduites. Certains rapports font état de pressions sociales subies par les personnes qui se convertissent au christianisme.

#### Catholicisme
Le fonctionnement de l'Église catholique, à la structure très centralisée, s'accommode mal avec le cadre imposé par les autorités chinoises. Ainsi, c'est le pape qui est supposé nommer les évêques à travers le monde, alors que Pékin refuse toute forme d'ingérence étrangère dans l'Église officielle, et tient à les voir choisis « démocratiquement » par l'Association patriotique des catholiques.
En 1950, le nonce apostolique Antonio Riberi est expulsé par les autorités communistes et se réfugie à Taïwan. Le Vatican reconnait alors officiellement Taïwan au détriment de Pékin. L'Église chinoise reconnue par le Vatican est donc officiellement celle de Taïwan. En 1957, douze évêques nommés par le régime communiste sont excommuniés. Les autorités chinoises créent alors l' « église patriotique de Chine », dirigée par l'« Association patriotique des catholiques de Chine ». Jia Qinglin, chargé des affaires religieuses, indique : « Le travail religieux doit permettre de rassembler les croyants afin qu'ils participent à la construction du socialisme aux caractéristiques chinoises ».
Mais le Vatican et l'Église officielle mise en place par la Chine n'ont pas coupé les ponts pour autant. Les questions de fond ne sont pas réglées, mais des accords sont régulièrement trouvés, comme le choix d'évêques d'un commun accord; libre ensuite à chacun de considérer d'où lui vient son autorité.
Des organismes internationaux tels Amnesty International et Human Rights Watch, ou encore les Missions étrangères dénoncent les cas de tortures [réf. nécessaire] que les autorités infligent aux « Églises non officielles ». En effet, les catholiques reconnaissant l'autorité du pape et refusant l'Église officielle sont persécutés et taxés de « sectes hérétiques » [réf. nécessaire], de la même façon que la totalité des cultes qui ne sont pas reconnus par le Parti communiste chinois.

#### Protestantisme
Les protestants sont également « persécutés » et obligés de se cacher pour se réunir et pratiquer leur religion. Les protestants chinois ne peuvent pas prêcher certaines de leurs croyances contraires aux idéaux socialistes comme  «  l'eschatologie, les miracles, le  péché originel et le jugement dernier ».
L'église Shouwang, une des plus importantes de Pékin, ne peut pas tenir des offices dans des locaux et doit réunir ses fidèles à l'extérieur,.
Yu Jie, un des penseurs de l'Église protestante chinoise, demande la séparation entre « la religion et la politique ».

### bouddhisme
Les deux principaux courants bouddhistes en Chine sont le vajrayāna (sous ses formes tibétaines), pratiqué principalement sur le plateau du Tibet et en Mongolie-Intérieure et le mahāyāna (principalement école Chan), pratiqué dans la majeure partie du reste de la Chine. Elles ont été interdites et pourchassées pendant la Révolution culturelle (1966 — 1969), elles sont de nouveau autorisées depuis les années 1980.

#### Vajrayāna
Bien que certains temples et monastères aient été reconstruits après la révolution culturelle, les bouddhistes tibétains sont soumis à des restrictions par le gouvernement de la RPC. Il a été rapporté que des moines et des nonnes bouddhistes ont été torturés et tués par les militaires chinois, selon des associations de défense des droits de l'homme. Il y avait plus de 6000 monastères au Tibet, et la plupart ont été saccagés et détruits par les communistes chinois, principalement durant la révolution culturelle.
Les bouddhistes tibétains connaissent une persécution importante : après l'intervention de l'armée chinoise au Tibet, les exilés tibétains et leurs sympathisants font état de cas de viols systématiques de nonnes et de moines[Quand ?], de la destruction de la totalité des temples et des objets de culte et écritures[Passage problématique].
En 1995, Gendhun Choekyi Nyima, désigné 11e réincarnation du panchen-lama par le 14e dalaï-lama le 14 mai disparaissait trois jours plus tard, enlevé et retenu prisonnier par le gouvernement chinois. Il n'a jamais été revu depuis. Selon Amnesty International, il a été enlevé par les autorités chinoises le 17 mai, il a disparu depuis cette date , et se trouve toujours en détention selon Human Rights Watch . Le 29 novembre, les officiels chinois et tibétains du Parti communiste étaient présents quand un autre enfant, Gyancain Norbu, fut nommé à sa place, la presse étrangère écrivit « Crime ridicule, mais crime quand même, que de mélanger aussi grossièrement politique et religion ». 
À la veille de l'an 2000, Orgyen Trinley Dorje, reconnu comme 17e Karmapa, et alors âgé de 14 ans, s'enfuit du Tibet où il ne peut poursuivre ses études religieuses convenablement.
Selon Danielle Bleitrach, « la religion lamaïste est autorisée à condition de ne pas être un foyer d'opposition politique ». Elle affirme que « les religieux tibétains [ont] la volonté [...] de continuer à contrôler santé et éducation selon les méthodes traditionnelles, avec des enseignements majeurs comme la religion, et l’astrologie, ce que refuse Pékin ». Elle voit dans cette opposition, « toutes proportions gardées, [...] une bataille pour la laïcité ». 
Selon l'essayiste Elisabeth Martens, écrivant en 2009, une loi chinoise interdit aux monastères tibétains d'accepter les enfants de moins de 16 ans.

##### Menace de disparition du monastère de Kirti?
Tsering Woeser affirme que le monastère de Kirti est menacé de disparition. Le 16 mars 2011, après l'immolation d'un moine, 1 000 policiers ont encerclé les lieux. Les 2 500 moines du monastère devaient être soumis à une éducation patriotique. Les moines qui refusent de se soumettre à celle-ci disparaissent. Selon le journaliste Peter Lee, le gouvernement a implanté dans le monastère de Kirti un « comité de gestion démocratique » dépendant du bureau des affaires religieuses, afin d'y affirmer la suprématie du gouvernement sur l'establishment religieux  tibétain bouddhiste, rompre les liens entre le monastère et son rinpoché en exil à Dharamsala et contrôler les rapports entre le monastère et ses trente succursales monastiques dans la région. 
Il semblerait que les effectifs du monastère soient passés de 2 500 à un millier en novembre 2011. Le journaliste Arnaud de La Grange estime pour sa part le nombre des moines restant à 600, nombre d'entre eux étant envoyés en « rééducation patriotique ». La porte parole de l'ONG Free Tibet confirme que les autorités chinoises imposent « un programme de rééducation patriotique » aux religieux. Ces derniers doivent alors « prêter serment d'allégeance à la république populaire de Chine et renier le dalaï-lama ».

##### Surveillance policière des monastères à Lhassa
Après l'immolation de Tibétains depuis mars 2011 et l'ouverte de feu [pas clair] en janvier 2012 lors de manifestations pro-tibétaine dans la préfecture autonome tibétaine de Garzê faisant au moins trois morts, Qi Zhala, le chef du Parti communiste de Lhassa a décidé d'un renforcement de la surveillance policière des monastères. Qi Zhala a déclaré : « Nous devons frapper fort toutes les activités séparatistes, destructrices et criminelles de la clique du dalaï ».

##### Interdiction d'activité religieuse aux étudiants de Lhassa depuis 2018
En 2020, une directive envoyée par l'école élémentaire Lhasa Chengguan Haicheng interdit les activités religieuses aux étudiants tibétains de Lhassa pendant leurs vacances scolaires. Leurs parents sont sommés d'interdire à leurs enfants de participer à de telles activités, a déclaré l'association Campagne internationale pour le Tibet. Selon cette directive, datée du 31 décembre 2019, les élèves ne peuvent ni participer à une activité religieuse, ni être emmenés dans des endroits lointains. De telles restrictions ont également été imposées lors des précédentes vacances d'été et d'hiver de 2018 et 2019.

### Mouvement Falun Gong

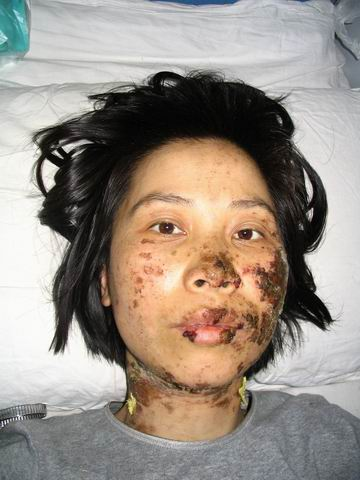
Visage de Gao Rongrong, pratiquante du Falun Gong, défigurée après avoir été torturée par la police chinoise en 2004. Elle est morte en détention en 2005

Le Falun Gong est apparu au moment de l'ouverture économique chinoise en 1992.
Cette pratique de Qi Gong basée sur cinq exercices sur les principes de « Vérité, Compassion et Tolérance » s'est développée dans un climat qui s'était alors détendu vis-à-vis des écoles de Qi Gong. À la suite d'une enquête du PCC qui révélait que 100 millions de Chinois pratiquaient le Falun Gong en 1999, six ans seulement après la présentation de la pratique au public, Falun Gong est qualifié de « secte hérétique » par les autorités de la RPC. L'État-parti chinois va dès lors se servir de cet argument pour justifier sa campagne de répression du Falun Gong en Chine continentale (ce n'est pas le cas à Hong Kong), ce qui se traduit par des arrestations et l'emprisonnement des membres, des actes de torture, ainsi que leur soumission à un programme de « rééducation par le travail ». Des controverses portent sur l'ampleur, la nature et les motifs réels de cette répression, la plupart des informations sur la question provenant soit du gouvernement chinois soit du mouvement lui-même. Des allégations de prélèvements d'organes sur des pratiquants du Falun Gong en Chine font l'objet de démentis de la part des autorités chinoises.
En février 2001, le gouverneur de Hong Kong déclare que le Falun Gong était un « mouvement qui avait plus ou moins les caractéristiques d'un culte diabolique »[réf. nécessaire]. En réaction, Joseph Zen, évêque de Hong Kong, considère la qualification de « culte diabolique » comme très préoccupante, « non seulement pour le Mouvement lui-même, mais pour nous tous ». Selon lui, l'Église catholique chinoise non officielle pourrait être cataloguée comme culte diabolique elle aussi.